# Micrura callima
Micrura callima är en djurart som tillhör fylumet slemmaskar, och som beskrevs av Scott D. Sundberg och Gibson 1995. Micrura callima ingår i släktet Micrura och familjen Lineidae. Inga underarter finns listade i Catalogue of Life.